# Evorthodus minutus
Evorthodus minutus és una espècie de peix de la família dels gòbids i de l'ordre dels perciformes.
És un peix marí, de clima tropical i demersal. Es troba a Panamà (Corozal, Canal de Panamà) i l'Equador. És inofensiu per als humans.